# A History of Philosophy (Copleston)
A History of Philosophy (en français : Une histoire de la philosophie) est une œuvre en 11 volumes couvrant l’ensemble de la philosophie occidentale - de la philosophie grecque présocratique à la philosophie contemporaine – composée par le jésuite anglais et philosophe Frederick Copleston et publiée de 1946 à 1975. Seuls les trois premiers volumes existent en traduction française. 
L’History... de Copleston couvre de manière complète l’ensemble de la philosophie occidentale, de la période présocratique à la philosophie contemporaine des John Dewey, Bertrand Russell, Jean-Paul Sartre, Maurice Merleau-Ponty et autres. Les neuf premiers volumes, publiés de 1946 à 1975, furent composés pour être utilisés comme manuel d’études par les étudiants jésuites du scolasticat de Heythrop College. Et par extension dans d’autres séminaires catholiques. Il avait pour but de « fournir aux instituts de formation ecclésiastique un ouvrage qui chercherait à être plus détaillé et d'une portée plus large que les manuels scolaires couramment utilisés et qui, en même temps, s'efforcerait d'exposer le développement logique et l'interconnexion des systèmes philosophiques ».
Un dixième volume fut ajouté en 1986. Quant au onzième il rassemble une collection d’essais qui furent publiés dans les années 1950 sur différents maîtres à penser de la ‘Philosophie contemporaine’ (post-moderne). Tout au long de ces onze volumes Copleston ne cache pas sa perspective thomiste. Il n’en est pas moins reconnu que son traitement des autres écoles et auteurs est correcte et complète, y compris pour les positions philosophiques qu’il ne partage pas.

## Contenu
NB : Les sections reprises ci-dessous ne sont pas des titres de chapitres de History of Philosophy mais une indication sommaire de leur contenu.

### Volume 1: Grèce et Rome
- Philosophie présocratique
- La période socratique
- Platon
- Aristote
- La philosophie post-aristotélicienne

### Volume 2: Saint Augustin à Dun Scot
- Influences pré-médiévales (incluant saint Augustin)
- La Renaissance carolingienne
- Les Xè, XIè et XIIè siècles
- Les philosophies islamique et juive
- Le XIIIe siècle (incluant saint Bonaventure, saint Thomas d’Aquin et Duns Scot)

### Volume 3: Ockham à Suarez
- Le XIVe siècle (incluant Guillaume d'Ockham)
- Philosophie de la Renaissance (incluant Francis Bacon)
- La Scolastique de la Renaissance (incluant Francisco Suárez)

### Volume 4: Descartes à Leibniz
- René Descartes
- Blaise Pascal
- Nicolas Malebranche
- Baruch Spinoza
- Gottfried Wilhelm Leibniz

### Volume 5: Hobbes à Hume
- Thomas Hobbes
- John Locke
- Isaac Newton
- George Berkeley
- David Hume

### Volume 6: Wolff à Kant
- Le siècle des Lumières en France (incluant Jean-Jacques Rousseau)
- Le siècle des Lumières en Allemagne
- Le début de la Philosophie de l'histoire (incluant Giambattista Vico et Voltaire)
- Christian Wolff
- Emmanuel Kant

### Volume 7: Fichte à Nietzsche
- Fichte
- Schelling
- Hegel
- Schopenhauer
- Karl Marx
- Kierkegaard
- Nietzsche

### Volume 8: Bentham à Russell
- Empirisme (incluant John Stuart Mill and Herbert Spencer)
- Le mouvement idéaliste en Grande-Bretagne (incluant Bradley et Bernard Bosanquet)
- L’ Idéalisme en Amérique (incluant Josiah Royce)
- Le Pragmatisme (incluant Peirce, William James, et John Dewey)
- La révolte contre l’Idéalisme (incluant Moore et Bertrand Russell)

### Volume 9: Maine de Biran à Sartre
- De la Révolution française à Auguste Comte (incluant Maine de Biran)
- D’Auguste Comte à Henri Bergson
- De Henri Bergson à Sartre (incluant Merleau-Ponty)

### Volume 10: La Philosophie russe
Les volumes 10 et 11 ne font pas partie de la première édition du magnum opus de Copleston, mais bien des éditions ultérieures.
- Ivan Kireevsky, Peter Lavrov, et les autres  philosophes russes
- La philosophie chez Dostoïevski et Tolstoï
- Religion et philosophie: Soloviev
- Plekhanov, Bogdanov, Lénine et le Marxisme
- Nicolas Berdiaev et d’autres philosophes en exil

### Volume 11: Le positivisme logique et l’existentialisme
Le onzième volume est une collection d’essais publiés en diverses revues dans les années 1956 autour du thème de la ‘Philosophie contemporaine'. Ils traitent du positivisme logique et de l’existentialisme.    